# Send In the Clowns (lied)
Send In the Clowns is een lied geschreven door Stephen Sondheim voor de musical A Little Night Music uit 1973, een bewerking van Ingmar Bergmans film Smiles of a Summer Night uit 1955. Het is een ballade waarin het personage Desirée Armfeldt mijmert over de ironie en de teleurstellingen van haar leven.
Sondheim schreef het lied speciaal voor Glynis Johns, die de rol speelde in de musical op Broadway. Het is een van Sondheims bekendste composities geworden sinds Frank Sinatra het opnam in 1973 en Judy Collins er in 1975 (én in 1977 opnieuw) hoog mee in de hitlijsten stond. Vervolgens hebben tal van bekende artiesten, zoals Ted Greene, Barbra Streisand, Cher, Grace Jones, Judi Dench, Shirley Bassey, Sarah Vaughan, Zarah Leander, en vele anderen het nummer op hun repertoire gehad.
De compositie is te beschouwen als een jazzstandard en mogelijk ook een evergreen.

## Titelbetekenis
De 'clowns' in de titel verwijzen niet naar circusclowns, maar is een verwijzing naar 'dwazen' zo verklaarde Sondheim in een interview:
"Ik wilde wat theatrale verbeelding in het lied, het is een gezegde dat 'als de show niet zo goed loopt, laat dan de clowns maar opdraven, in andere woorden, laten we er maar grappen over maken."

## Structuur en stijl
Sondheim schreef de liedtekst en muziek gedurende twee dagen tijdens de repetities voor het debuut van de Broadwaymusical. De oorspronkelijke toonsoort van de compositie is E♭ majeur. De complexe maatsoort, die in het hele arrangement een walsgevoel oproept, is afwisselend een 12/8 of 9/8 maat. Het muziekstuk wordt uitgevoerd in twee totaal verschillende stijlen: dramatisch én lyrisch.

## Populariteit
Send In the Clowns werd bekend en geliefd bij het theaterpubliek maar was niet direct een hit. Doordat beroemdheden als Frank Sinatra en Judy Collins het opnamen op albums (respectievelijk in 1973 en 1975) en als single uitbrachten werd het een hit. Inmiddels is het lied op onnoemelijk veel platen van honderden artiesten verschenen in talrijke arrangementen. Een kleine opsomming:
- 1973: Frank Sinatra op zijn album Ol' Blue Eyes Is Back.
- 1975: Shirley Bassey op haar album Good, Bad, but Beautiful.[1]
- 1975: Judy Collins op haar album Judith (arrangement Jonathan Tunick).
- 1975: Bing Crosby, op zijn album That's What Life Is All About.
- 1975: Zarah Leander, die het personage Madame Armfeldt speelde in de Duitse productie van A Little Night Music nam een Duitstalige versie op getiteld Wo sind die Clowns?
- 1975: Frida (Anni-Frid Lyngstad) van ABBA nam een Zweedstalige versie op getiteld Var är min clown?
- 1978: Frida Boccara op haar album An Evening with Frida Boccara (Live at Dallas Brooks Hall, Melbourne — dubbel-lp).
- 1981: Jazzzangeres Carmen McRae op haar album Live at Bubba's.
- 1983: Elaine Paige op haar album Stages.
- 1985: Barbra Streisand op The Broadway Album.[2]
- 1989: Roger Whittaker live in Tivoli, Kopenhagen, Denemarken op 27 maart. Dit optreden werd later uitgebracht op het album Live.
- 1991: Bryan Ferry zong het nummer tijdens sessies voor het album Horoscope, is nooit legaal uitgebracht, wel als bootleg.
- 1995: Roger Whittaker op zijn album On Broadway.
- 2003: Jan Rot zette het als 'Waar blijft de lach' op zijn album Alle 13 Schubert en nieuwere klassiekers.
- 2011: Mathilde Santing op haar livealbum Luck Be a Lady.
- 2016: Mark Kozelek op zijn album Mark Kozelek Sings Favorites.

Niet op geluidsdrager opgenomen, maar live gezongen in 2010 door actrice Judi Dench tijdens de Proms in Londen.

## NPO Radio 2 Top 2000
| Nummer met noteringen in de NPO Radio 2 Top 2000 | '99  | '00 | '01  |
| ------------------------------------------------ | ---- | --- | ---- |
| Send in the Clowns                               | 1748 | -   | 1871 |

1. ↑  Een '-' betekent dat het nummer niet was genoteerd en een vetgedrukt getal geeft de hoogste notering aan.
2. ↑  Deze tabel is bijgewerkt tot en met de laatste editie (2024).